# Font i abeurador del Vall
La Font i abeurador del Vall és una obra de Salàs de Pallars (Pallars Jussà) inclosa a l'Inventari del Patrimoni Arquitectònic de Catalunya.

## Descripció
Font i abeurador situada sobre el safareig a un extrem de la pista, al costat del carrer del Vall.
La font és una construcció de pedra picada de planta quadrada. Al costat que dona al carrer del vall està rematada per un frontó acabat amb volutes. A les cantoneres hi ha unes pilastres rematades amb un capitell amb baix relleu.
Cada cara de la font té una pica amb diversos brocals.